# Mark Schenning
Mark Schenning (Apeldoorn, 18 oktober 1970) is een Nederlands voormalig voetballer. Schenning was een centrale verdediger die eventueel in de spits kon worden gezet.
Mark Schenning begon zijn betaaldvoetbalcarrière bij Go Ahead Eagles, daar speelde hij van seizoen 1987-88 tot 1995-96. In het seizoen 1996-97 nam Willem II Tilburg de speler over. Daar speelde hij tot de winterstop van seizoen 1999-2000. In dat seizoen scoorde hij nog wel voor Willem II in de Champions League, in de wedstrijd tegen Sparta Praag. Schenning vertrok toen naar FC Den Bosch. Na 1 jaar Den Bosch vertrok hij weer naar NAC Breda, de club waar hij zijn carrière afsloot.
Na zijn actieve carrière werd Schenning toegevoegd aan de organisatie van NAC Breda. Hier is hij in totaal 5 jaar werkzaam geweest. In het 1e jaar werkte hij als teammanager en daarna is hij trainer van het 2e team geworden. Met dit team werd hij kampioen in de eerste divisie beloften. De laatste 3 jaar was hij Hoofd Opleidingen technische Zaken bij de jeugdopleiding van NAC-Breda. Vanwege bezuinigingen binnen de organisatiestructuur heeft hij NAC-Breda verlaten. Met ingang van het seizoen 2009/2010 was hij hoofdtrainer zijn van het vrouwenelftal van Willem II. Daarnaast assisteerde hij Edwin Hermans bij Jong Willem II.
Per 19 februari 2010 volgde Mark Schenning de op non-actief gestelde Alfons Groenendijk op als hoofdcoach van Willem II. Hij coachte één wedstrijd in de Eredivisie. Omdat er binnen 1 week al een nieuwe trainer was gevonden, bleef hij assistent trainer tot het einde van het seizoen 09/10. De nieuwe trainer van Willem II werd Arno Pijpers.
Per november 2010 tot 2012 was Schenning hoofdtrainer bij Hoofdklasser RKSV Schijndel. Voorheen was hij als hoofdtrainer werkzaam bij VV UNA en verzorgde hij sociale projecten bij NAC. In 2017 is hij aangesteld als nieuwe trainer van tweede divisionist VVSB uit Noordwijkerhout.